# Acanthodoxus machacalis
Acanthodoxus machacalis är en skalbaggsart som beskrevs av Martins och Monné 1974. Acanthodoxus machacalis ingår i släktet Acanthodoxus och familjen långhorningar. Inga underarter finns listade i Catalogue of Life.